# Shang-Chi and the Legend of the Ten Rings (soundtrack)
Shang-Chi and the Legend of the Ten Rings (Original Score) is de originele soundtrack van de Marvel Studios-film Shang-Chi and the Legend of the Ten Rings uit 2021, gebaseerd op het Marvel Comics-personage Shang-Chi. De filmmuziek is gecomponeerd door Joel P. West en uitgebracht op 1 september 2021 door Hollywood Records. Een apart album Shang-Chi and the Legend of the Ten Rings: The Album waarin Sean Miyashiro en 88rising dienen als uitvoerende producenten met originele nummers uitgevoerd door verschillende artiesten, werd uitgebracht op 3 september 2021 door Hollywood Records en Interscope Records.

## Shang-Chi and the Legend of the Ten Rings (Original Score)
De opname voor de filmmuziek van Joel P. West, begon in juni 2021 in de Abbey Road Studios in Londen. West componeerde vier eerdere films van regisseur Destin Daniel Cretton.

### Tracklijst
Alle muziek is geschreven door Joel P. West.
| Nr. | Titel                    | Duur |
| --- | ------------------------ | ---- |
| 1.  | Xu Shang-Chi             | 2:55 |
| 2.  | Your Father              | 3:13 |
| 3.  | The Bamboo Spring        | 3:18 |
| 4.  | Your Mother              | 2:05 |
| 5.  | Training                 | 1:55 |
| 6.  | Brother and Sister       | 1:38 |
| 7.  | Three Days               | 1:24 |
| 8.  | Don't Look Down          | 4:09 |
| 9.  | Revenge                  | 1:35 |
| 10. | My Son is Home           | 2:19 |
| 11. | Zhe Zhi                  | 2:55 |
| 12. | Together Soon            | 1:14 |
| 13. | Stay in the Pocket       | 1:45 |
| 14. | The Waterfall            | 2:28 |
| 15. | Ancestors                | 4:12 |
| 16. | Who You Are              | 2:39 |
| 17. | A Blood Debt             | 6:16 |
| 18. | Grief                    | 2:06 |
| 19. | Is This What You Wanted? | 3:17 |
| 20. | The Deep                 | 2:35 |
| 21. | Inheritance              | 4:29 |
| 22. | I Won't Leave You Again  | 4:13 |
| 23. | The Light and the Dark   | 1:46 |
| 24. | Qingming Jie             | 2:17 |
| 25. | Family                   | 1:36 |

## Shang-Chi and the Legend of the Ten Rings: The Album
Twee singles van de soundtrack van de film, "Lazy Susan" van 21 Savage en Rich Brian (featuring Warren Hue en MaSiWei) en "Every Summertime" van Niki, werden uitgebracht op 10 augustus 2021. Een derde single van de soundtrack, "Run It" van DJ Snake, Rick Ross en Rich Brian, was op 12 augustus te horen op een promotieplek voor de film en werd de volgende dag uitgebracht. Een vierde single getiteld "In the Dark" van Swae Lee featuring Jhené Aiko werd uitgebracht op 20 augustus 2021.

### Tracklijst
| Nr. | Titel                                                    | Duur |
| --- | -------------------------------------------------------- | ---- |
| 1.  | Always Rising (Niki, Rich Brian & Warren Hue)            | 3:04 |
| 2.  | Diamonds + and Pearls (DPR Live, DPR Ian & Peace)        | 3:39 |
| 3.  | In the Dark (Swae Lee & Jhené Aiko)                      | 2:41 |
| 4.  | Lazy Susan (21 Savage, Rich Brian, Warren Hue & MaSiWei) | 4:39 |
| 5.  | Nomad (Zion.T & Gen Hoshino)                             | 3:24 |
| 6.  | Fire in the Sky (Anderson .Paak)                         | 3:21 |
| 7.  | Lose Control (JJ Lin)                                    | 4:14 |
| 8.  | Every Summertime (Niki)                                  | 3:35 |
| 9.  | Never Gonna Come Down (Mark Tuan & Bibi)                 | 3:23 |
| 10. | Foolish (Rich Brian, Warren Hue & Guapdad 4000)          | 2:57 |
| 11. | Clocked Out! (Audrey Nuna & Niki)                        | 3:10 |
| 12. | Act Up (Rich Brian & EarthGang)                          | 3:18 |
| 13. | Baba Says (Adawa & Shayiting EL)                         | 4:23 |
| 14. | Run It (DJ Snake featuring Rick Ross & Rich Brian)       | 2:43 |
| 15. | Swan Song (Saweetie & Niki)                              | 2:47 |
| 16. | War With Heaven (Keshi)                                  | 3:13 |
| 17. | Hot Soup (88rising & Simu Liu)                           | 3:07 |
| 18. | Warriors (Warren Hue & Seori)                            | 3:59 |